# Sunan-guyŏk
Sunan-guyŏk ist einer der 18 Stadtbezirke Pjöngjangs, der Hauptstadt Nordkoreas. Der Bezirk hat 40.983 Einwohner (Stand 2010). Er befindet sich im Norden der Stadt und grenzt im Osten an den Bezirk Ryongsŏng-guyŏk und im Süden an Hyŏngjesan-guyŏk.
Das Gebiet wurde im April 1972 zum 60. Geburtstag Kim Il-sungs durch Eingliederung von Verwaltungsbezirken des damaligen Landkreises Sunan-gun zum Stadtbezirk von Pjöngjang. 

## Wirtschaft und Verkehr
Der Bezirk ist Standort mehrerer Landwirtschaftsgenossenschaften, einer Straußenfarm und verschiedener Logistik-Unternehmen. So befinden sich auch der Flughafen Sunan, sowie der Hauptsitz der Fluggesellschaft Air Koryo in Sunan-guyŏk.

## Verwaltungseinheiten
Sunan-guyŏk ist in 14 Verwaltungseinheiten, die Dongs eingeteilt.
|              | Chosŏn'gŭl | Hancha |
| ------------ | ---------- | ------ |
| Anhung-ri    | 안흥리     | 安興里 |
| Chaegyon-ri  | 재경리     | 在京里 |
| Chondong-ri  | 천동리     | 川東里 |
| Kuso-ri      | 구서리     | 九瑞里 |
| Namsan-dong  | 남산동     | 南山洞 |
| Osan-dong    | 오산동     | 梧山洞 |
| Ryongbok-ri  | 룡복리     | 龍伏里 |
| Sanyang-ri   | 산양리     | 山陽里 |
| Sinsong-dong | 신성동     | 新成洞 |
| Sokpak-dong  | 석박동     | 石博洞 |
| Yokchon-dong | 역전동     | 驛前洞 |
| Taekam-ri    | 택암리     | 宅庵里 |
| Taeyang-dong | 대양동     | 大陽洞 |
| Tongsan-ri   | 동산리     | 東山里 |